# 1887 en chimie
Cet article présente les faits marquants de l'année 1887 en chimie.

## Évènements
- 1er janvier : le savant suédois Svante Arrhenius soumet un mémoire intitulé Ueber das Leitungsvermögen von Mischungen aus wässrigen Säurelösungen (« Sur la conductibilité électrique des mélanges de dissolutions aqueuses des acides ») dans lequel il propose une théorie sur la dissociation électrolytique des ions[1].
- 18 janvier : le chimiste roumain Lazăr Edeleanu réalise la première synthèse d'une amphétamine et lui donne le nom de phénylisopropylamine[2]. Il publie ses recherches dans sa thèse de doctorat intitulée Über einige Derivate der Phenylmetacrylsäure und Phenylisobuttersäure (« De quelques dérivés de l'acide phénylométhacrylique et de l'acide phénylisobutyrique ») soutenue le 18 juin à l'université de Berlin[3].

- Le chimiste allemand Otto Schott découvre le verre borosilicate[4], commercialisé aux États-Unis par Corning sous la marque « Pyrex » en 1915[5]. La très faible dilatation thermique de ce matériau, et donc son excellente résistance à la chaleur, ouvre la voie à de nouveaux appareils de chimie et d'optique.
- Les chimistes allemands Ludwig Gattermann et Georg Schmidt obtiennent de l'isocyanate de méthyle[6].

## Prix
- Médaille Davy : John Newlands pour sa découverte de la loi périodique sur les éléments chimiques[7],[8],[9].

## Naissances
- 8 janvier[10] : Arthur Stoll (mort en 1971), chimiste suisse.
- 7 avril[11] : Carl Krauch (mort en 1968), chimiste et industriel allemand.
- 13 septembre[12] : Lavoslav Ružička (mort en 1976), chimiste croate et suisse, prix Nobel de chimie en 1939[13],[14].

- 26 octobre : Akira Ogata (mort en 1978), chimiste japonais.

- 19 novembre[15] : James B. Sumner (mort en 1955), chimiste américain, prix Nobel de chimie en 1946[13],[16].
- 23 novembre[17] : Henry Moseley (mort en 1915), physicien britannique qui a notamment établi la loi de Moseley qui permet de justifier des concepts jusqu'alors empiriques tels le numéro atomique ou l'agencement du tableau périodique[18].
- 15 décembre : Constantin Cândea (mort en 1971), chimiste roumain, Professeur Docteur Ingénieur en Chimie et Recteur de l'Université Politehnica (Timișoara).

## Décès
- 27 février[19] : Alexandre Borodine (né en 1833), compositeur, chimiste et médecin russe.
- 11 mai[20] : Jean-Baptiste Boussingault (né en 1802), chimiste et agronome français.

- 27 mai :  Coenraad Johannes van Houten (né en 1801), chimiste et chocolatier néerlandais.

- 16 juillet[21] : Laurent-Guillaume de Koninck (né en 1809), paléontologue et chimiste belge.
- 30 septembre[22] : Henri de Ruolz (né en 1808), compositeur et chimiste français.
- 17 octobre[23] : Gustav Kirchhoff (né en 1824), physicien prusse qui a formulé la loi de Kirchhoff en thermochimie.